# Podoficerska Szkoła Zawodowa Wojsk Inżynieryjnych nr 20

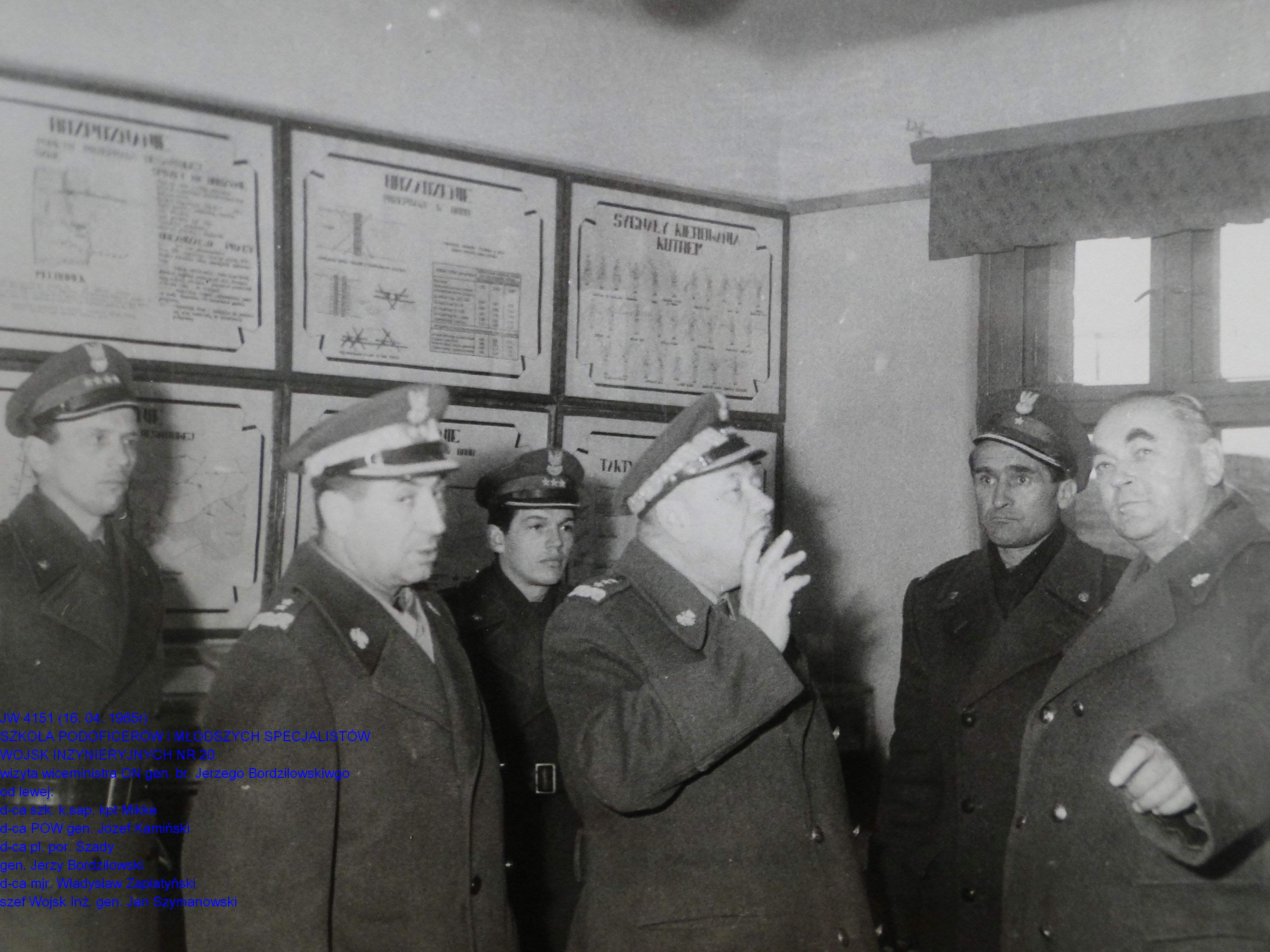
Wizyta w szkole gen. J. Bordziłowskiego

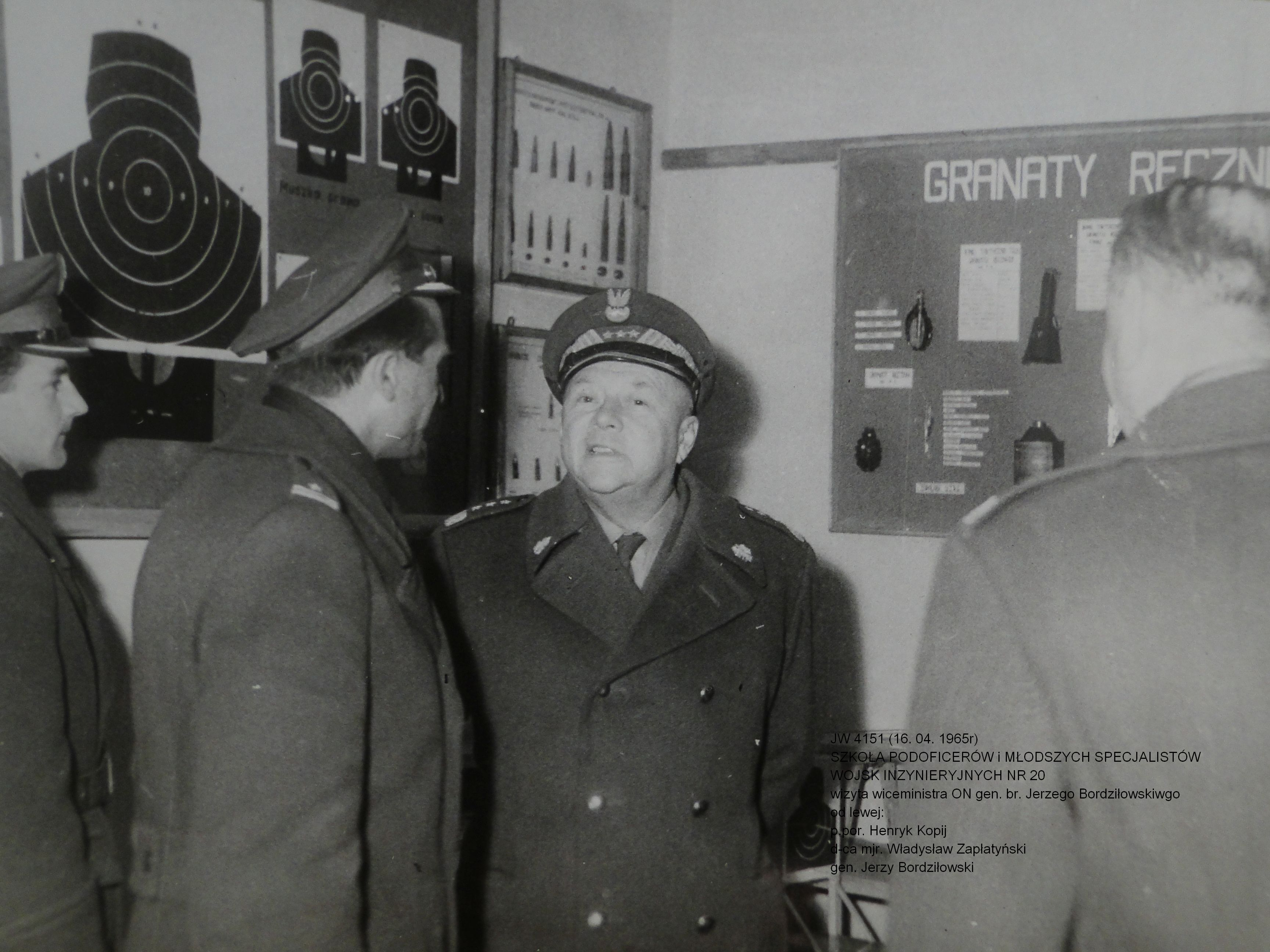
Wizyta w szkole gen. J. Bordziłowskiego

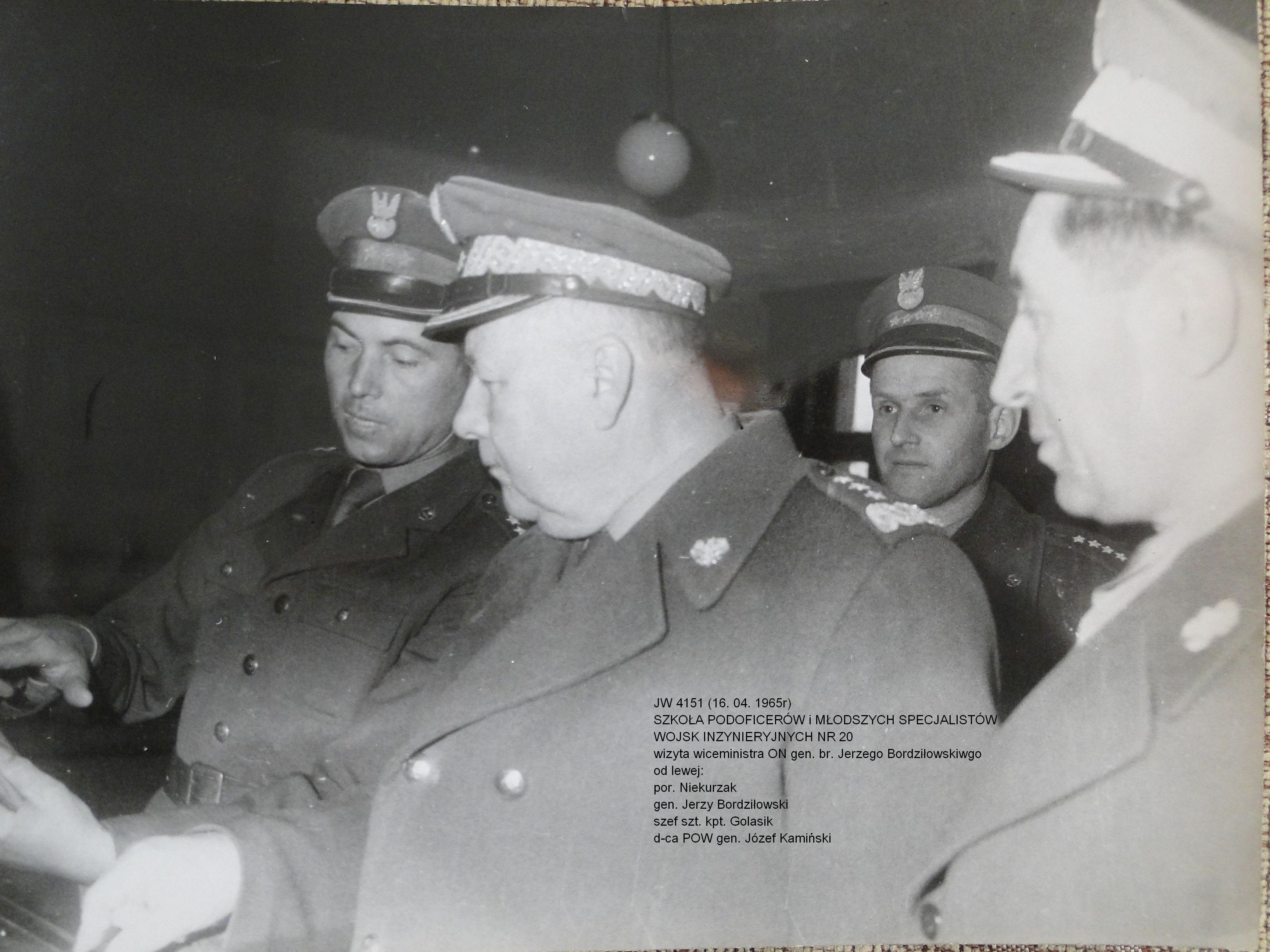
Wizyta w szkole gen. J. Bordziłowskiego

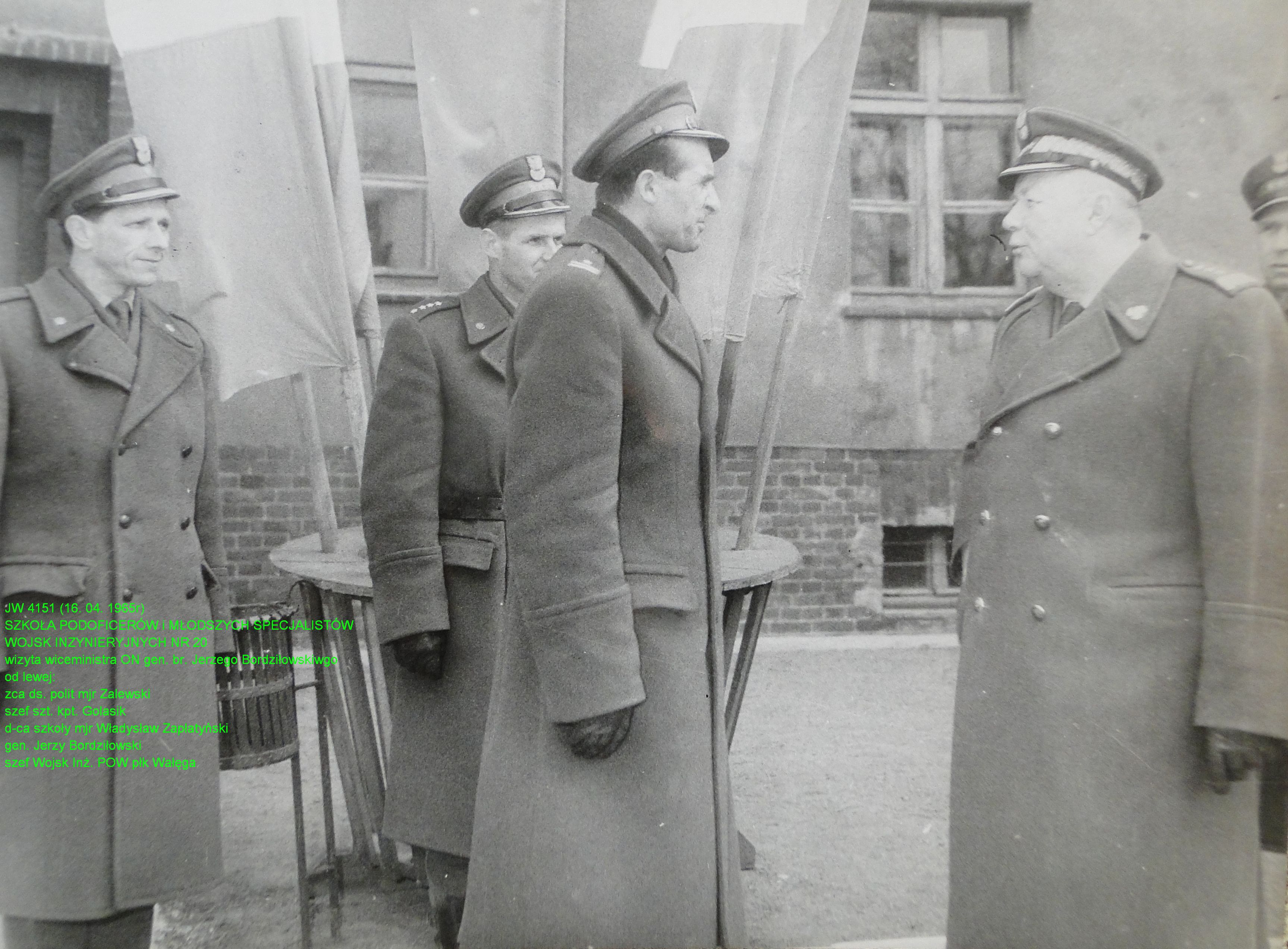
Wizyta w szkole gen. J. Bordziłowskiego, na pierwszym planie komendant szkoły mjr Władysław Zapłatyński.

Podoficerska Szkoła Wojsk Inżynieryjnych nr 20 – szkoła Sił Zbrojnych PRL  kształcąca kandydatów na podoficerów Wojsk Inżynieryjnych.

## Historia
Podoficerska Szkoła Wojsk Inżynieryjnych nr 20 została utworzona w 1958 i stacjonowała w koszarach 5 Brygady Saperów w Szczecinie - Podjuchach. W latach 60. została przemianowana na Szkołę Podoficerów i Młodszych Specjalistów Wojsk Inżynieryjnych nr 20. Szkoliła młodszych specjalistów i podoficerów wojsk inżynieryjnych. W dniu 1 marca 1973 Szkoła Podoficerska Wojsk Inżynieryjnych i Młodszych Specjalistów Nr 20 weszła w skład 5 Brygady Saperów jako organiczny pododdział. W 1975r. szkoła została przemianowana na batalion szkolny i przeniesiona do 3 Warszawskiego Pułku Pontonowego do Włocławka.

## Kadra szkoły
Komendanci
- mjr Stefan Dykiert (1958 - 1961)[1]
- kpt. Franciszek Gach (1961 - 1964)[2][3]
- mjr Władysław Zapłatyński (do 1971)
- ppłk Leon Butyński (do 1973)

Kadra szkoły
- mjr Golasik / mjr Szczepan Ciesielski - szef sztabu szkoły, następnie dowódca batalionu szkolnego
- kpt. Stanisław Wątor - oficer operacyjny
- kpt. Stanisław Bonikowski - dowódca kompanii szkolnej w latach 1960 - 1962[4]
- mjr Henryk Kędzierski - zastępca ds. technicznych
- mjr Mikke / kpt. Ireneusz Żyjewski / kpt. Sowicz – dowódca kompanii szkolnej saperów
- mjr Marian Szady / por Czesław Pytka - dowódca kompanii technicznej
- por. Jan Zapłatyński – dowódca plutonu saperów
- ppor. Leszek Sas
- sierż. Grzegorz Wydra

Absolwenci
- chor. szt. Marian Ciesielski (1970 - 1971)[5]
- st. sierż. szt. Andrzej Woźniakowski[6]
- kpr. Tadeusz Plata
- kpr. Adam Paczkowski
- kpr. Jacek Plewna
- kpr. Zbigniew Sobierajski
- kpr. Krzysztof Mikołajczyk
- kpr. Zbigniew Janiak
- kpr. Edward Drynkowski
- kpr. Jan Dural
- kpr. Janusz Rybski[7]

## Sztandar
W dniu 15 grudnia 1963 dowódca 12 Dywizji Zmechanizowanej, gen. bryg. Józef Stebelski, wręczył sztandar dla Podoficerskiej Szkoły Wojsk Inżynieryjnych nr 20 po rozformowaniu w 1975 został przekazany do Muzeum Wojska Polskiego w Warszawie.